# Gud vår Fader (Karlsson)
Gud vår Fader är en psalm med text och musik skriven 1975 av Pelle Karlsson. Texten är hämtad ur Uppenbarelseboken 5:9-13.

## Publicerad i
- Segertoner 1988 som nr 326 under rubriken "Lovsång och tillbedjan".[1]